# Slaget vid Doggers bankar (1781)
Slaget vid Doggers bankar var ett sjöslag som utkämpades 5 augusti 1781 mellan britterna och nederländarna i Nordsjön under fjärde anglo-holländska kriget som var en del av amerikanska revolutionskriget.